# Смуров, Сергей Александрович (хоккеист)
Сергей Александрович Смуров (род. 26 июля 1993, Хабаровск) — российский хоккеист, нападающий.

## Биография
Воспитанник хабаровского «Амура», занимался хоккеем с 6 лет. В первенстве России дебютировал в сезоне 2008/09 в команде первой лиги «Амур-2». С сезона 2010/11 — в команде МХЛ «Амурские тигры». 30 декабря 2012 года дебютировал в КХЛ, проведя в составе «Амура» единственный матч в сезоне — в гостях против магнитогорского «Металлурга» (0:7). В сезоне 2013/14 сыграл за «Амур» 51 матч. Перед следующим сезоном перешёл в систему нижегородского «Торпедо». Два года выступал за «Саров» в ВХЛ, в декабре 2014 — январе 2015 сыграл три матча в КХЛ. После сезона, проведённого в ТХК, вернулся в «Саров». В сезоне 2018/19 стал серебряным призером чемпионата Белоруссии в составе «Немана» Гродно. Играл в ВХЛ за «Торпедо-Горький» (2019/20) и «Зауралье» (2020/21). В сезоне 2021/22 выступал в клубе чемпионата Литвы «Клайпеда», по окончании сезона распавшемся.
Бронзовый призёр чемпионата мира среди юниоров 2011. Победитель хоккейного турнира зимней Универсиады 2017.